# Păltiniș, Caraș-Severin
Păltiniș là một xã thuộc hạt Caraș-Severin, România. Dân số thời điểm năm 2002 là 2688 người.